# لری سنگر
لورنس مارک «لَری» سَنگِر (به انگلیسی: Lawrence Mark "Larry" Sanger) (زادهٔ ۱۶ ژوئیهٔ ۱۹۶۸) فیلسوف اهل ایالات متحده و از بنیانگذاران ویکی‌پدیا است که بعداً ویکی‌پدیا را ترک کرده و دانشنامهٔ سیتیزندیوم را بنیان نهاد.